# Merle (Burg)
Die Burg Merle, auch Tantura (arabisch الطنطوره al-Ṭanṭūra) oder Tell Dor (hebräisch תֵל דוֹר Tel Dōr, arabisch تل دور Tall Dūr) ist die Ruine einer Kreuzfahrerburg in Israel. Nur zehn Kilometer südlich von Château Pèlerin liegt die antike Ortschaft Dor, bei einem kleinen natürlichen Hafen unterhalb eines Felsvorsprungs, der in vielerlei Hinsicht an den Hafen von Ibelin erinnert.

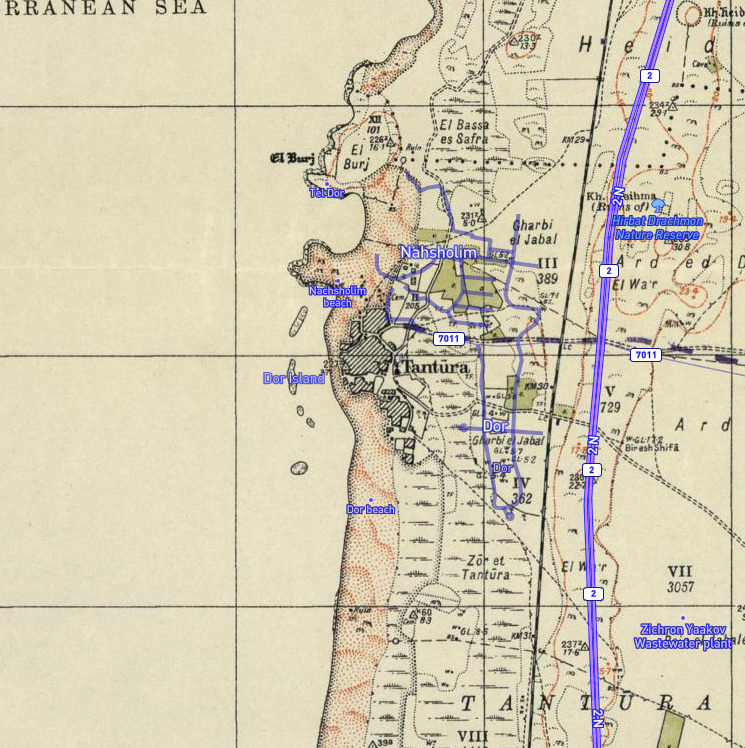
Karte von Palästina aus den 1940er Jahren, die den Mauersockel mit dem natürlichen Hafen und das Dorf Tantura zeigt, mit blauen Überlagerungen moderner Orte.

## Lage
Die Burg liegt auf der Südwestecke eines antiken Siedlungshügels (Tell), der Akropolis der Stadt Dor, an der Karmelküste. Sie sicherte die Küstenstraße zwischen Haifa und Caesarea Maritima im damaligen Königreich Jerusalem.

## Geschichte
Im 12. Jahrhundert ließ der Baron der nahegelegenen Herrschaft Caesarea die Burg auf den Ruinen von Dor erbauen und den dortigen natürlichen Hafen wieder nutzen. Die Burg wurde der Familie de Merle zu Lehen gegeben und nach dieser benannt. Die Merles waren später den Ibelins in Jaffa lehenspflichtig. Für den Bau wurden zunächst sämtliche Siedlungsschichten bis auf den anstehenden Felsen abgetragen. Ein fünf Meter tiefer Graben trennte die Festung vom Rest des Hügels. Er konnte vielleicht mit Meerwasser geflutet werden. Die Festung wurde mit Steinen aus den Ruinen des hellenistischen und römischen Dor gebaut. In den Raubgräben fanden sich Münzen von Amalrich I. (1163–1174) und Johann von Brienne (1210–1225).
Bis 1187 war die Burg in den Besitz des Templerordens übergegangen, als die Burg nach der Schlacht bei Hattin 1187 von Sultan Saladin erobert wurde. Die Templer eroberten die Burg kurz darauf, spätestens im Rahmen des Dritten Kreuzzugs zurück. Im Herbst 1191 rastete Richard Löwenherz hier mit dem Kreuzzugsheer, als er auf die Flotte aus Akkon wartete.
Die nahe Festung Château Pèlerin musste als eine der letzten Templerburgen im Heiligen Land 1291 aufgegeben werden und wurde anschließend von den Mamluken zerstört, vermutlich teilte Merle schon einige Jahre früher dieses Schicksal. Später stand hier ein osmanischer Wachtturm.
Das arabische Dorf Tantura wurde an dieser Stelle gegründet, als die fränkischen Armeen die Region besetzten.
Im 19. Jahrhundert belegten Zeugen, dass die Überreste eines normannischen Bergfrieds noch sichtbar waren. Seitdem haben Zeit und Menschen alle Spuren davon gelöscht und nur noch wenige Mauersockel sowie die Lage der Deiche des ehemaligen kleinen Hafens sind erhalten geblieben. Auf seiner Palästinareise 1898 besuchte Kaiser Wilhelm die Ruinen der Kreuzfahrerburg.